# Richmond (Quebec)
Richmond – miasto w Kanadzie, w prowincji Quebec, w regionie Estrie i MRC Le Val-Saint-François. Leży nad rzeką Saint-François. Jest uważane za jedną z najstarszych gmin w Kantonach Wschodnich, zostało zasiedlone około 1798 roku przez osadników z Nowej Anglii, Montrealu i doliny rzeki Richelieu. Miasto w dzisiejszych granicach zostało utworzone 29 grudnia 1999 roku poprzez połączenie ówczesnego miasta Richmond, leżącego na prawym brzegu Saint-François, ze wsią Melbourne, położoną nad lewym rzegiem rzeki.
Liczba mieszkańców Richmond wynosi 3 336. Język francuski jest językiem ojczystym dla 70,3%, angielski dla 26,5% mieszkańców (2006).